# 宝徳山稲荷大社
宝徳山稲荷大社（ほうとくさんいなりたいしゃ）は、新潟県長岡市にある神社である。

## 概要
社殿や鳥居は鋼管製特殊塗料仕上げの大きなものとなっており、山の上に奥宮を有し、その上にある山麓に本殿があるほか、奥宮側には本宮がある。夜祭神事が終わると本宮は春まで使われず、その少し下にある内宮を使っている。

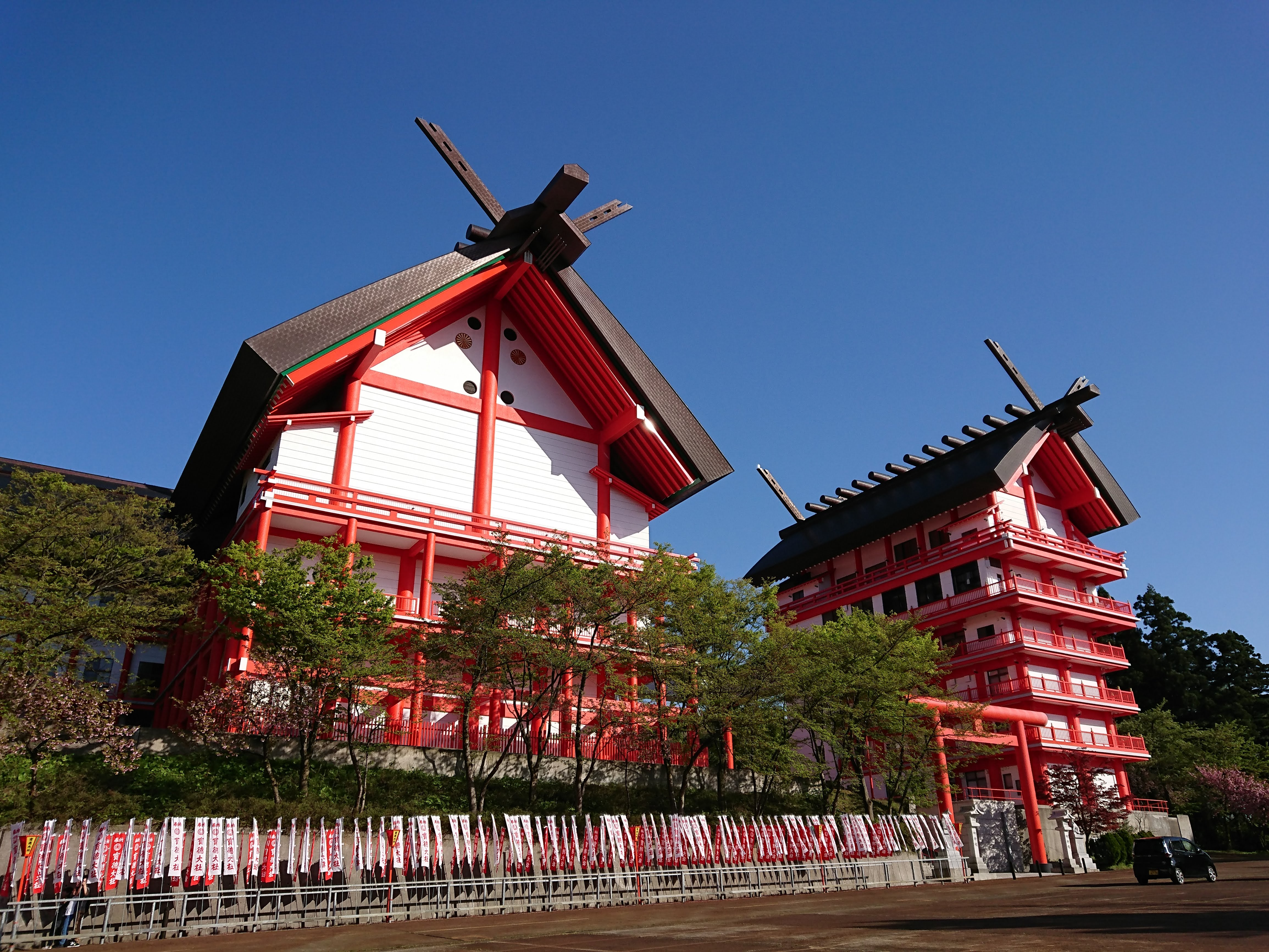
本宮の外観
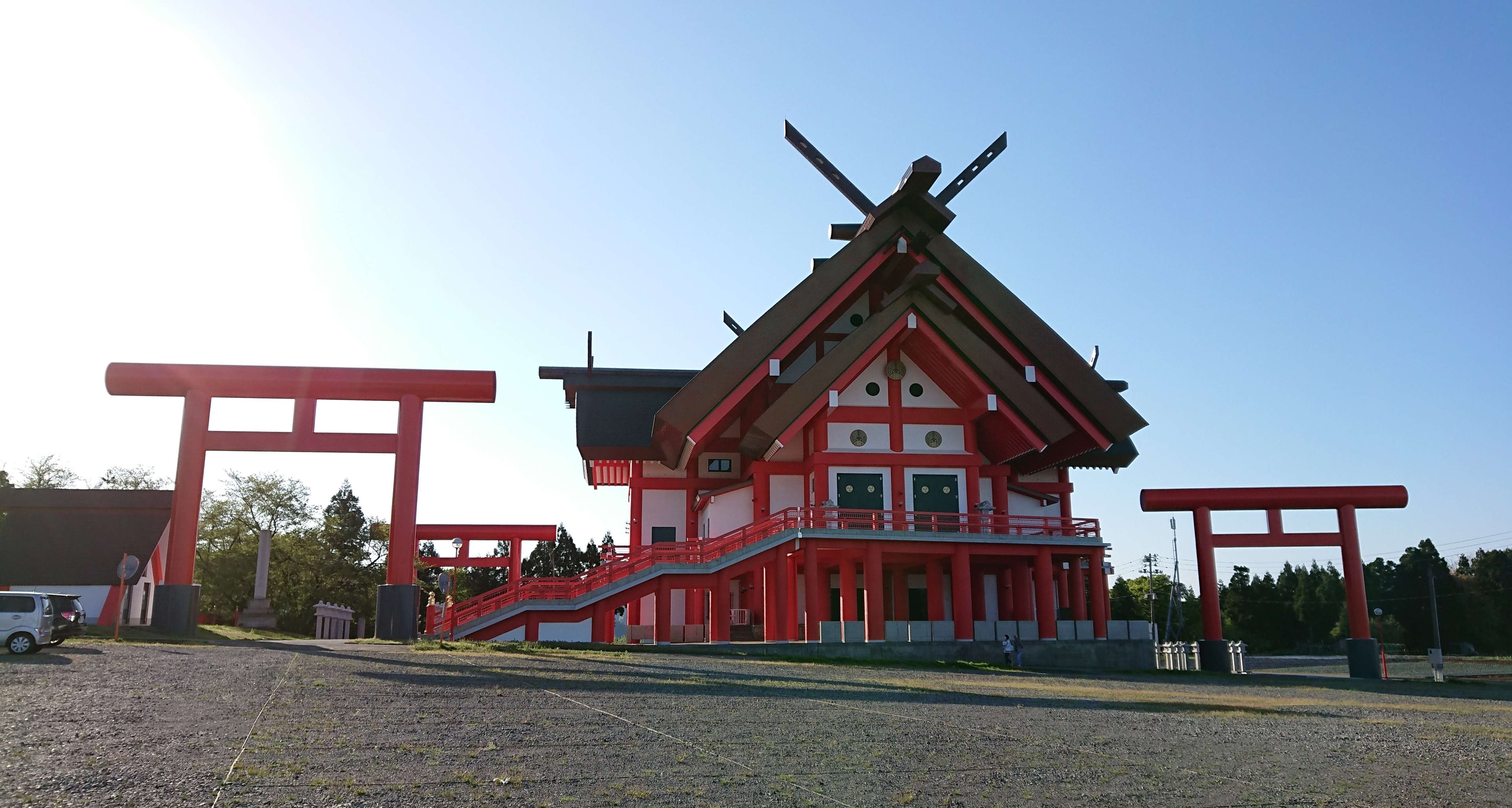
奥宮大聖堂の外観

## 祭神
祭神は天照白菊宝徳稲荷大神(あまてらすしらぎくほうとくいなりのおおかみ)、日本古峰大神(やまとふるみねのおおかみ)、八意兼大神(やごころおもいかねのおおかみ)の三柱である。

## 歴史
起源は、縄文時代に遡る。殷帝大王が物部美万玉女尊に命じて、瓊名の里に「日の宮のみやしろ」を建てさせたのがはじまりと伝えられている。持統天皇の時代には越国56座の筆頭として「越国総鎮守一宮」の格式を賜ったのが始まりとされる（「郷土資料辞典」）。平安時代から何度も遷座し、文政に現在の地に遷座した。その後、何度も増築などを繰り返し、現在の朱塗りの大殿堂が完成した。

## 祭事
- 節分祭 （2月3日）
- 春季大祭 （宵祭:5月7日夕刻、本祭:5月8日）
- 夜祭神事(神幸祭、ろうそく祭り) （11月2日深更）
  - 神無月、神々が出雲大社に行く途中、千五百万の神々がここに集まるという。22時から本宮の本殿で神様をお迎えする「宵之儀」、0時から奥宮でろうそくに願い事を書き込み祈願をする「暁之儀」が行われる。ろうそく(2本2000円)は夕方から順次灯される。

## 交通アクセス
- JR信越本線 越後岩塚駅より約850m[1]（徒歩：約10分[1]）
- 関越自動車道 長岡南越路スマートICより約3.4km[2]（車：約7分[2]）

## 関連文献
- 小嶋独観「不思議な神社仏閣」『ワンダーJAPAN』14号、三才ブックス、2010年、70-73頁。